# مصطفى محمد (عداء ماراثوني)
مصطفى محمد (بالسويدية: Mustafa Mohamed)‏ (بالصومالية: Mustafa Maxamed)‏ هو عداء مراثوني صومالي وسويدي، ولد في 1 مارس 1979 في مقديشو في الصومال.

## وصلات خارجية
- مصطفى محمد على موقع الاتحاد الدولي لألعاب القوى (الإنجليزية)
- مصطفى محمد على موقع الدوري الماسي (الإنجليزية)
- مصطفى محمد على موقع أوليمبيديا (الإنجليزية)
- مصطفى محمد على موقع اللجنة الأولمبية السويدية (السويدية)